# GAK (ギタリスト)
GAK（ガク、1991年〈平成3年〉1月16日 - ）は、日本のギタリスト、作曲家、編曲家、作詞家。クリエイターユニット・amazutiのメンバー。

## 来歴
2012年
2月12日、大阪・北堀江hills パン工場ライブハウスにてロックバンド・HAZZEにギタリストとしての加入を発表。翌年3月に解散。
2013年
3月15日、ヴィジュアル系バンド・Purple Stone（パープル ストーン）を結成。ギター、作曲、編曲（シンセサイザー）、ライブ演出を担当した。半年（ライブ活動開始からは3か月）でイナズマロックフェスに出場する。
2018年
11月1日Purple Stoneが解散。以降は作編曲活動に勤しむ傍らで、新たなバンド活動を再開させるべく、細かい企画書とデモ音源を制作した。
ある日、プロデューサーの長戸大幸から「図画アニソンメタルバンドのライブがある」と連絡を受け、後日スタジオリハーサルと本番を見学し、「このボーカリストの横でギターを弾きたい」と強く確信。その後長戸大幸を通じて、図画泉美と対面する。
2019年
2.5次元メタル集団・ZAMB（ザム）を結成。ギター、スクリームボーカルを担当する。同年7月24日には、YouTubeチャンネル「ZAMB Official」を開設、主に平成時代のアニメや1990年代に活動していたアーティストの曲をメタルアレンジカバーしている。
2020年
ZAMBのデビューシングル『Love Satisfaction』でSACRA MUSICよりメジャーデビュー。同年4月放送のテレビアニメ『邪神ちゃんドロップキック'』のエンディングテーマにタイアップされた。
2021年
所属事務所と円満に契約終了した事をSNS上で発表。
2022年
5月 クリエイターユニット・amazutiに作編曲家/ギタリストとしての加入を発表。
11月23日　テレビ東京「テレ東音楽祭2022冬」にてT.M.Revolutionのサポートギタリストを務める
2023年
西川貴教(TNNK) 6th Single「Never say Never」のMVにギタリストとして出演
4月19日 Zepp Shinjukuのこけら落とし公演3日目にて西川貴教のギタリストとしてライヴ初参加
この公演を皮切りに、西川貴教(TNNK)のサポートメンバーとしての活動を本格的に開始する

## 人物
- 父親はテレビアニメ『聖闘士星矢』の主題歌を担当したバンド・MAKE-UPのギタリスト・作編曲家である松澤浩明。
- 身長は180 cm。
- 14歳の時に、T.M.Revolutionの楽曲『Web of Night』を聴き、アニメ的・ヒーロー的なカッコよさに衝撃を受け、それをきっかけにミュージシャンを志すようになる[5]。
- 曲間のSEやオープニングSEにも細かな拘りがある[7]。
- ENGL（ドイツ語版）系、ディーゼル（ドイツ語版）系のギターサウンドを好む。
- ライブで使用するメインアンプは、Fractal Audio Systems（ロシア語版）のAxe-FxⅡ。
- ストリングス、EDM系シンセを織り交ぜたシネマティックで派手なアレンジを得意とする[4]。
- ステージパフォーマンスにおいては、「ターン」にこだわりを持っている。理由について「”回る”というパフォーマンスはギターのみならず、カッコイイの王道だと思っています。コードを一発ジャーンと鳴らして手を上にあげるようなロックスターの王道パフォーマンスも、令和の時代だからこそモダンさとかけあわせた上でどんどんやっていきたい」としている[4]。
- 『こちら葛飾区亀有公園前派出所』を筆頭に、日常を舞台にした作品が好き。
  - 邪神ちゃんドロップキックの原作も読んだことがあり、エンディングテーマのタイアップが決定した際は、『「ついに！」という気持ちと「バリバリのメタルだけど大丈夫なのかな……」という思いがありましたが、実際にエンディング映像を拝見した時は、邪神ちゃんと楽曲のマッチ具合に感謝・感激・感動でした！』というほどである[4]。
- 車好き。

## ソロ活動
2025/8/12
GAK 1st Digital Single
「落花流水」（feat.夢ノ結唱 ROSE）

## サポート
T.M.Revolution
2022/11/23 テレビ東京「テレ東音楽祭2022冬」
西川貴教
2023/4/19 「⻄川貴教 LIVE “SINGularity Ⅱ -過形成のprotoCOL-改” -Zepp Shinjuku (TOKYO) OPENING SPECIAL 4DAYS-」
2023/4/21 日本テレビ「バズリズム02」
2023/4/26   6th Single「Never say Never」MV出演
2023/5/19
「GO FIGHT!! 城下町シリーズ in 倉敷」
2023/7/15 「Lucky Fes'23」
2023/10/9 「イナズマロックフェス2023」
2024/1/1 TBS「CDTVライブ!ライブ!ライブ!年越しスペシャル! 2023~2024」
2024/1/3 TBS 「さんま・玉緒のお年玉！あんたの夢をかなえたろか2024 第30回記念SP」
2024/1/21「スパイストラベラー PRESENTS マサラーフェス2024」
2024/1/25 NHK「SONGS」
2024/1/27 フジテレビ「MUSIC FAIR」
2024/1/29 テレビ東京「プレミアMelodiX!」
2024/2/6 NHK「うたコン」
2024/2/26  TBS『CDTV ライブ!ライブ!』
2024/3/9   「LIVE SDD 2024」at 大阪城ホール
2024/3/10 「MEGAVEGAS 2024」at 神戸ワールド記念ホール
2024/3/24 『HYPER PLAMO Fes.2024』at 幕張メッセ 国際展示場
2024/3/30  『Lemino presents ANIMAXMUSIX 2024 SPRING』at 武蔵野の森総合スポーツプラザ
2024/4/21 『オクマビーチフェスト2024』
2024/4/27 『ARABAKI ROCK FEST.24』
2024/6/22  『GREEN FLASH Fes 2024』at 芝政ワールド  
2024/6/26   テレビ東京開局60周年特別企画「テレ東ミュージックフェス 2024 夏 〜昭和の常識は…令和の非常識！ヤバい昭和の超名曲 vs 令和ヒット曲100連発〜」 
2024/7/14  『LuckyFes'24』at 国営ひたち海浜公園 
2024/9/1   打首獄門同好会 結成20周年ツアー 20!+39!=59! TOUR　at Zepp Sapporo 
2024/9/22  『イナズマロック フェス2024』at 滋賀県草津市 烏丸半島芝生広場 
2024/10/31 『GORILLAZUN2024』 at GORILLA HALL OSAKA 
2024/11/29   『AFA × Japan Music Festival sponsored by Crunchyroll』at サンテック･シンガポール国際会議展示場 
2025/3/5  TAKANORI NISHIKAWA LIVE TOUR 003「SINGularity Ⅲ -VOYAGE-」 
KT Zepp Yokohama 昼公演 [PLAN-A] 夜公演 [PLAN-B] 
2025/3/8 小林太郎 15TH ANNIVERSARY FES「太郎祭」 - TARO MATSURI -(友情出演) 
2025/3/19 TAKANORI NISHIKAWA LIVE TOUR 003「SINGularity Ⅲ -VOYAGE-」 
Zepp Osaka Bayside 昼公演 [PLAN-A] 夜公演 [PLAN-B] 
2025/3/23 TAKANORI NISHIKAWA LIVE TOUR 003「SINGularity Ⅲ -VOYAGE-」 
Zepp Nagoya 昼公演 [PLAN-B]  夜公演 [PLAN-A] 
2025/3/29 TAKANORI NISHIKAWA LIVE TOUR 003「SINGularity Ⅲ -VOYAGE-」 
Zepp Haneda 昼公演 [PLAN-B] 夜公演 [PLAN-A] 
2025/3/30  TVアニメ「片田舎のおっさん、剣聖になる」レッドカーペット 「HEROES」 
2025/5/19  TBS「CDTV ライブ！ライブ！」 
2025/6/6   テレビ朝日系列「ミュージックステーション」 
2025/6/7   百万石音楽祭2025 ～ミリオンロックフェスティバル～   
2025/6/10   テレビ東京「プレミアMelodiX!」   
2025/6/11   フジテレビ「週刊ナイナイミュージック」   
2025/6/20  テレビ東京「超超音波」   
2025/7/5   「The MusiQuest」国立代々木競技場 第一体育館   
2025/7/24   大阪・関西万博「滋賀県デイ」   
2025/8/10   LuckyFes'25   

## 影響
T.M.Revolution、B'z、浅倉大介（Iceman、access）、澤野弘之、小室哲哉（globe）、hide（X JAPAN）、SUGIZO（LUNA SEA）、the GazettE、高見沢俊彦（THE ALFEE）、zilch、Linkin Park、リッチー・サンボラ（Bonjovi）、Metallica、Amaranthe、DAVE RODGERSなどを挙げている。

## 楽曲提供
amazuti / GAK-amazuti-名義
・志崎樺音『Pいくさの子 織田三郎信長伝』搭載楽曲「鬨の雷鳴」/  (作曲・編曲・Gt)
・ウマ娘 (CV. 芹澤優)「LADY G DONNNA」 /（作詞・作曲・編曲・Gt）
・アイドルマスターシャイニーカラーズ (ストレイライト)「Start up , Stand up」/ (作曲・編曲・Gt)
・アイドルマスターシャイニーカラーズ (ストレイライト)「Cyber Parkour」/ (作曲・編曲・Gt)
・アイドルマスターシャイニーカラーズ (ストレイライト)「LIVE LIVE LIVE !」/ (作曲・編曲・Gt)
・ スマパチ義風堂々!!〜兼続と慶次〜3 搭載楽曲「傾き舞〜For Righteous〜」（作詞・作曲・編曲・Gt）
・ P花の慶次~傾奇一転 搭載楽曲「傾奇者輪舞」（編曲・Gt）
・あんさんぶるスターズ！！(EVIL NUM+)「Ringing evil phone」(作曲・編曲・Gt)
・ MADKID「SIN」 （作曲・編曲・Gt）(TVアニメ「盾の勇者の成り上がり Season 3」OP)
・ 乃木坂46「Under's Love」 （作曲・編曲・Gt）
・ あんさんぶるスターズ！！(流星隊)「Colors Arise」 （作曲・編曲・Gt）
・ 遠藤正明「ジャスティスマン〜偽りのヒーロー〜」 （作曲・編曲・Gt）
・ #ババババンビ（ゼロイチファミリア）「BPM180」 （作詞・作曲）
・ #2i2（ゼロイチファミリア）「善人悪人」 （作詞・作曲）
・Shuri 「特別」(作曲・編曲・Gt)
・黒崎真音「Singularity」（作曲・編曲・Gt）
・ OVA 薄桜鬼 ED 黒崎真音 「絢爛 - I’ll never forget you -」 （作曲・編曲・Gt）
・ OVA 薄桜鬼 OP 吉岡亜衣加 「刹那の鼓動」 （作詞・作曲・編曲・Gt）
・ SHOW BY ROCK!! シンガンクリムゾンズ (歌唱：谷山紀章)「Crimson Blaze」（作詞・作曲・編曲・Gt）
・ SHOW BY ROCK!! Kuronoatomosphere (歌唱：蒼井翔太)「HYBRiD-EMOTION」（作詞・作曲・編曲・Gt）
・ VAZZROCK / 眞宮孝明（CV：新垣樽助）＆吉良凰香（CV：小林裕介）「DOGFIGHT」(作詞・作曲・編曲・Gt)
・ 八月のシンデレラナイン KOKORi 「陽が沈んだ後のワタシー」（作詞・作曲・編曲・Gt）
・「一行目は僕自身の手で」/ 瀬戸乃とと（作詞/作曲/編曲・Gt）
・「チントンシャンでぱーりない! feat . らっぷびと」/ パン野実々美（作曲・編曲・Gt）
・サッカーチームHondaFC入場曲「RISE」（作曲・編曲・Gt）
GAK名義
■西川貴教
•「［ Ω ］」(作曲/編曲/Guitar/Programming)
•「LIBERATED」(編曲/Guitar/Programming/Scream Vox)
•「BEYOND THE TIME-メビウスの宇宙を越えて-」(編曲/Guitar/Programming/Scream Vox)
•「Breaking Daylight」(作曲/編曲/Guitar/Programming/Scream Vox)
•「あんなに一緒だったのに」(編曲/Guitar/Programming/Scream Vox)
■エグスプロージョン
・「福沢諭吉から渋谷栄一郎へ」(編曲・Gt・Mix・Mastering)
・「本能寺の変〜第二章〜」(Mix・Mastering)
■LUMiRiSE
・1st Full Album「≠encore.」 (M1: 作曲・編曲・Mix) (M2,3,5,6,8,12 : Mix) (All tracks : Mastering)
■アプリゲーム「ブラックスター-Theater Starless-」キャラクターソング
・「Seed in your hand」/ 晶&柘榴 (歌唱 : 小林太郎 & しゃけみー) (作曲・編曲・Gt・Mix)
・「Behind the Ruins」/ ケイ (歌唱 : 藤田玲) (作曲・編曲・Gt・Mix)
・「死神の決断」/ 晶 (歌唱 : 小林太郎) (作曲・編曲・Gt・Mix)
■小林太郎
「聲-Koe-」(編曲/Gt/Mix/Mastering) (Mini Album『聲-Koe-』収録)
■ビバラッシュ
「神ノミゾ知ル」(編曲)
「有頂天ラリアット」(編曲)
「エンペラータイム」(編曲) (TVアニメ「多数欠」OP)
「最強伝説」(編曲) 
■SARD UNDERGROUND
・「あの微笑みを忘れないで」（編曲&Gt）(『ZARD tribute』収録)　　 
ZAMB名義
・「Destiny Noisy」/ デスティニー・ノイジー（CV：鈴木愛奈 , 大森日雅）（作曲・編曲・Gt）
    (TVアニメ「邪神ちゃんドロップキック」キャラクターソング) 
GAK（Purple Stone）名義
- こんなにそばに居るのに（編曲&演奏）

d-project『d-project with ZARD』収録　　
松澤 楽 名義
- どこにいても いつでも～Close to my heart～（作曲）

本城未沙子「魔女伝説～MESSIAH'S BLESSING」ボーナストラック収録　